# Facelina rubrovittata
Facelina rubrovittata é uma espécie de molusco pertencente à família Facelinidae.
A autoridade científica da espécie é Costa A., tendo sido descrita no ano de 1866.
Trata-se de uma espécie presente no território português, incluindo a zona económica exclusiva.